# Середземноморські сухі рідколісся та степи
Середземноморські сухі рідколісся і степи — екорегіон середземнорських лісів, рідколісь та чагарників у Північній Африці. 
Займає внутрішні плато та гірські хребти Магрибу, лежачи в основному між прибережними середземноморськими рідколіссями та лісами на півночі та Сахарою на півдні.

## Опис
Середземноморські сухі рідколісся і степи займають площу 291 700 км² у Марокко, Алжирі, Тунісі, Лівії та Єгипті. Основна частина екорегіону простягається від південних схилів Високого Атласу у східному Марокко через Алжир і Туніс, де виходить на берег Середземного моря у затоці Габес. 
В Алжирі розташовані на південь від прибережного Тель-Атласу, охоплює високогір'я і Сахарський Атлас. 
Далі на схід кілька анклавів екорегіону розташовані ближче до узбережжя. 
У західній Триполітанії розташовані на узбережжі Середземного моря, а у Киренаїці утворює пояс між середземноморськими рідколіссями та лісами і Сахарою. 
Найсхідніша частина екорегіону — невеликий прибережний анклав, що лежить на захід від дельти Нілу в Єгипті, поблизу міста Александрія.

## Клімат
Клімат регіону посушливий: щорічно випадає 100 — 300 мм опадів. 
Опади випадають переважно взимку, як правило, у вигляді невеликих дощів. 
Взимку може бути холодно до 0°C, а влітку температура може сягати до 40°C, середня річна температура становить близько 18°C.

## Поселення
Людське населення у цих регіонах невелике, осіле сільське господарство можливо лише у долинах, де є запаси води, таких як дайя, западини з якісним ґрунтом та ваді. 
На цих ділянках можна вирощувати кормові та продовольчі культури. 
Щільність населення низька, і більшість населення є напівкочовим, проте на узбережжі є кілька постійних поселень, де основним видом економічної діяльності є рибальство.

## Флора
На високогір'ях домінують різні типи степової рослинності залежно від ґрунтових умов, наприклад на схилах і передгір'ях Атлаських гір є степ, де переважає Stipa tenacissima, тоді як Artemisia herba-alba домінує там, де є мулисті схили та западини; Lygeum spartum росте на піщаних ґрунтах. Там, де накопичується пісок, є мозаїчна рослинність: Thymeleae muicrophila, Aristida pungens, Retama retam та Tamarix. 
У западинах рослинність представлена чагарниками: Pistacia mutica, Ziziphus lotus, Asterichus graveolens та Malva.
.

## Фауна
У фауні відсутній ендемізм, і більшість видів широко поширені. 
Серед фауни варто відзначити: Allactaga tetradactyla, Microtus guentheri, Ammotragus lervia, Gazella cuvieri, Hyaena hyaena, Sus scrofa, Lutra lutra, Vulpes vulpes, Natrix natrix, Pelophylax saharicus, Bufo viridis, Sclerophrys regularis, Struthio camelus camelus.